# Заварухін Олексій Борисович
Олексій Борисович Заварухін (рос. Алексей Борисович Заварухин; 30 жовтня 1980, м. Челябінськ, СРСР) — російський хокеїст, нападник. Майстер спорту міжнародного класу.
Вихованець хокейної школи «Трактор» (Челябінськ), тренери — М. Чулков, Ю. Мальцев. Виступав за «Мечел-2» (Челябінськ), «Трактор» (Челябінськ), «Спартак» (Москва), «Нафтохімік» (Нижньокамськ), «Сибір» (Новосибірськ), «Мечел» (Челябінськ), «Автомобіліст» (Єкатеринбург).
Освіта — вища. Закінчив Челябінський державний інститут фізичної культури.
Дружина — Анастасія. Син — Кирило (2002 р.н.).